# Хайд, Эдуард, 1-й граф Кларендон
Э́двард Хайд, 1-й граф Кла́рендон (англ. Edward Hyde, 1st Earl of Clarendon; 18 февраля 1609 — 9 декабря 1674) — влиятельный советник английских королей Карла I и Карла II, лорд-канцлер в первые годы Стюартовской Реставрации (1658—1667) годы, тесть короля Якова II, дед двух английских королев. Один из лордов-собственников провинции Каролина. Также известен как крупнейший английский историк XVII века, автор первой истории Английской революции.

## Годы революции
Эдвард Хайд — сын уилтширского помещика — получил юридическое образование в Оксфорде (бакалавр искусств, 1626). Второй брак с дочерью маститого юриста Томаса Эйлсбери (1634) открыл ему доступ в высшие слои лондонского чиновничества. Он также не чуждался литературных занятий и свёл знакомство с Беном Джонсоном.
В качестве политика Хайд впервые проявил себя в 1640 году. В коротком и Долгом парламентах выступал против «корабельных денег», требовал отмены притеснительных трибуналов и комиссий. В условиях разгоравшейся революции его политическая позиция, впрочем, отличалась умеренностью. Так, он голосовал против отмены епископских должностей и не одобрил казни королевского фаворита графа Страффорда.
Действия Хайда в парламенте сблизили его с Карлом I, который увидел в нём противовес радикалам во главе с Джоном Пимом. Хайд сделался негласным советником короля по политическим вопросам. В январе 1642 года инициированные королём без консультации с Хайдом аресты парламентариев подорвали его авторитет среди коллег. Несколько месяцев спустя Хайд явился в лагерь короля под Йорком и вскоре получил назначение в члены королевского военного совета. Это означало окончательный разрыв с парламентом.
Парламент включил имя Хайда в проскрипции как завзятого роялиста и «злого советчика». В 1643 году в сане канцлера казначейства он пытался затушить пламя гражданской войны. В декабре в Оксфорде был созван антипарламент, однако эта мера ничего не достигла. Король всё меньше слушал миротворческие предложения своего советника и под предлогом назначения его «опекуном» принца Уэльского удалил от себя.
В марте 1645 года Хайд увёз принца сначала на Джерси, а потом и в Париж, на чём настаивала королева. Оказавшись вдали от политических баталий, он принялся за написание «Истории мятежа и гражданских войн в Англии», в которой попытался осмыслить происходящее на родине и дать советы на будущее как царствующему монарху, так и его потомкам.

## Реставрация Стюартов
На деятельность Карла II после казни отца Хайд не имел почти никакого влияния. Он по мере сил старался противодействовать влиянию королевы-матери, Генриетты-Марии, которая склоняла сына к принятию католичества. Он прекрасно осознавал, что такой шаг осложнит возвращение Стюартов на английский престол, и не одобрял планов вооружённого вторжения на остров, опасаясь, что это сплотит сторонников революции перед лицом общей угрозы.

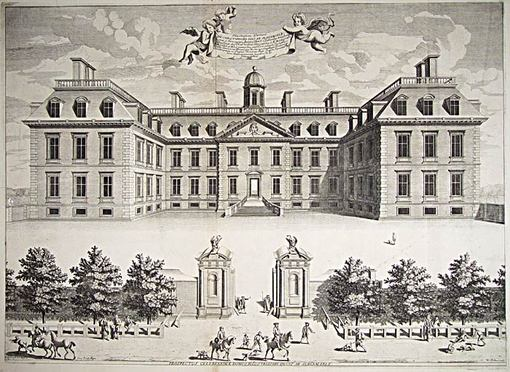
Лондонский дворец Кларендона

В 1658 году Хайд был назначен лордом-канцлером. Свои суждения об условиях возвращения короля в Англию он изложил в Бредской декларации 1660 года. В том же году убедил короля подписать Акт об амнистии лиц, принимавших участие в мятеже против его отца. В первые годы стюартовской реставрации Хайд (получивший в 1661 году титул графа Кларендона) видел свою главную задачу в создании атмосферы веротерпимости, однако инициированное парламентом в 1661 году преследование инакомыслящих поставило крест на всех его усилиях.
Пиком влияния Кларендона при дворе стал брак его дочери Анны с герцогом Йоркским, от которого родились две королевы — Мария и Анна. Могущество канцлера нажило ему множество врагов, группировавшихся вокруг королевской фаворитки Барбары Палмер. Кларендона обвиняли во многом — в продаже Дюнкерка французам, в развязывании неудачной войны с голландцами (которую он на самом деле не одобрял) и даже в растрате средств, выделенных на восстановление Лондона после великого пожара 1666 года.

## Отставка и изгнание
Неодобрительное отношение Кларендона к любовным похождениям монарха способствовало росту отчуждения между молодым двором и престарелым наставником. У Кларендона почти не осталось союзников в правительстве, и в 1667 году он был вынужден ходатайствовать об отставке. Несмотря на противодействие Палаты лордов, Палата общин пыталась привлечь Кларендона к судебной ответственности и грозила ему трибуналом. В ноябре 1667 года Кларендон бежал во Францию, где провёл остаток жизни, сочиняя автобиографию «Жизнь Эдуарда, графа Кларендона» — своё оправдание перед современниками и потомством.
Одиночество Кларендона в изгнании усугублялось тем, что в Англии действовал закон, по которому переписка с изгнанником приравнивалась к государственной измене. Он умер в Руане в возрасте 65 лет, покинутый всеми соратниками, однако уже через месяц его тело было по указанию короля перенесено в Лондон и торжественно захоронено в Вестминстерском аббатстве.
В 1663 году Хайд стал одним из первых восьми «лордов-собственников» американской колонии Каролина. Когда он умер, его доля в колонии перешла по наследству его сыну, 2-му графу Кларендону, а его именем был назван один из округов Южной Каролины.

### Образ Эдуарда Хайда в кино
- Иан Макдермид — «Последний король» / Charles II: The Power & the Passion (2003) режиссёр Джо Райт
- Эдвард Фокс — «Красота по-английски» / Stage Beauty (2004) режиссёр Ричард Айр

## Сочинения
- Автобиография в проекте «Гутенберг»
- История мятежа и гражданских войн в Англии, издание 1717 года: Volume I, Part 1, Volume I, Part 2, Volume II, Part 1, Volume II, Part 2, Volume III, Part 1, Volume III, Part 2